# Bhuban
Bhuban là một thị xã và là nơi đặt ủy ban khu vực quy hoạch (notified area committee) của quận Dhenkanal thuộc bang Orissa, Ấn Độ.

## Địa lý
Bhuban có vị trí 20°53′B 85°50′Đ / 20,88°B 85,83°Đ Nó có độ cao trung bình là 64 mét (209 foot).

## Nhân khẩu
Theo điều tra dân số năm 2001 của Ấn Độ, Bhuban có dân số 20.134 người. Phái nam chiếm 52% tổng số dân và phái nữ chiếm 48%. Bhuban có tỷ lệ 68% biết đọc biết viết, cao hơn tỷ lệ trung bình toàn quốc là 59,5%: tỷ lệ cho phái nam là 76%, và tỷ lệ cho phái nữ là 60%. Tại Bhuban, 11% dân số nhỏ hơn 6 tuổi.